# Backtrack
Backtrack, formellt BackTrack, är en Linuxdistribution som är baserad på Debian. Backtrack kan köras både som Live-CD och från hårddisken. 
Backtrack med program som Wireshark (tidigare Ethereal), Kismet och Aircrack inriktar sig främst för penetrations- och nätverkstestning. BackTrack ligger 1:a på topplistan av linuxdistributioner skapade för penetrationstesting.
Backtrack är från början utvecklat av Remote-exploit, men sedan gruppen av utvecklare förändrats har Remote-exploit hoppat av BackTrack, och utvecklingen har lagts på sidan backtrack-linux.org istället.